# Bahnradsport-Weltmeisterschaften 1971
Die Bahnradsport-Weltmeisterschaften 1971 fanden vom 25. bis 31. August 1971 auf dem „Velodromo Luigi Ganna“ im Stadio Franco Ossola in Varese statt.
Ausgetragen wurden elf Disziplinen, zwei für Frauen, drei für männliche Profis und sechs für männliche Amateure. Die 1935 erbaute Radrennbahn war 1968 renoviert worden. Im Innenraum befand sich ein Fußballplatz, auf dem der Erstligist FC Varese seine Heimspiele absolvierte. Die Zementpiste war 446 Meter lang; das Stadion verfügte über 25 000 Plätze, 5000 davon überdacht. Die Bahn selbst war nicht überdacht, was zu zahlreichen Verschiebungen wegen Regens führte.
Für Ärger sorgte beim Bund Deutscher Radfahrer die Entscheidung im Tandemrennen: Den dritten und entscheidenden Lauf gewannen die DDR-Sportler Jürgen Geschke und Werner Otto, wurden aber von den Bahn-Kommissaren wegen Nichteinhaltens der Fahrlinie deklassiert und die bundesdeutschen Starter Jürgen Barth und Rainer Müller zu Weltmeistern erklärt. Die Jury d'Appell machte diese Entscheidung jedoch wieder rückgängig.
Beherrschende Nationen der Weltmeisterschaften waren Belgien und die UdSSR mit jeweils vier Goldmedaillen. Aus Österreich war nur ein einziger Radsportler am Start, der Amateur-Steher Norbert Hager.
Am Sonntag, den 29. August, zelebrierte Kardinal Giovanni Colombo im „Palazzetto dello Sport“ eine Messe für die Radsportler.

## Resultate Frauen
| Disziplin                | Platz | Land             | Athlet                 |
| ------------------------ | ----- | ---------------- | ---------------------- |
| Sprint                   | 1     | Sowjetunion 1955 | Galina Zarjowa         |
|                          | 2     | Sowjetunion 1955 | Galina Ermolaeva       |
|                          | 3     | Tschechoslowakei | Iva Zajíčková          |
| Einerverfolgung (3000 m) | 1     | Sowjetunion 1955 | Tamara Garkuchina      |
|                          | 2     | Niederlande      | Keetie van Oosten-Hage |
|                          | 3     | Tschechoslowakei | Iva Zajíčková          |

## Resultate Männer

### Profis
| Disziplin                | Platz | Land                   | Athlet                            | Zeit                  |
| ------------------------ | ----- | ---------------------- | --------------------------------- | --------------------- |
| Sprint                   | 1     | Niederlande            | Leijn Loevesijn                   | 11,53 (1) 11,09 (2)   |
|                          | 2     | Belgien                | Robert Van Lancker                |                       |
|                          | 3     | Italien                | Giordano Turrini                  | 11,50 (1) – Disq. (2) |
| Einerverfolgung (5000 m) | 1     | Belgien                | Dirk Baert                        | 6:01,93 min           |
|                          | 2     | Frankreich             | Charly Grosskost                  | 6:03,73 min           |
|                          | 3     | Vereinigtes Konigreich | Hugh Porter                       | 6:11,13 min           |
| Steher                   | 1     | Belgien                | Theo Verschueren/Norbert Koch     |                       |
| ein Lauf über 100 km     | 2     | Niederlande            | Jacob Oudkerk/Albertus de Graaf   |                       |
|                          | 3     | Italien                | Domenico De Lillo/August Meuleman |                       |

### Amateure
| Disziplin                      | Platz | Land                                    | Athlet                                                           | Zeit                 |
| ------------------------------ | ----- | --------------------------------------- | ---------------------------------------------------------------- | -------------------- |
| Sprint                         | 1     | Frankreich                              | Daniel Morelon                                                   | 11,14 (1) 11,23 (22) |
|                                | 2     | Sowjetunion 1955                        | Serhij Krawzow                                                   |                      |
|                                | 3     | Tschechoslowakei                        | Ivan Kučírek                                                     | 11,91 (2) Jury (3)   |
| 1000-m-Zeitfahren              | 1     | Sowjetunion 1955                        | Eduard Rapp                                                      | 1:07,608 min         |
|                                | 2     | Danemark                                | Peder Pedersen                                                   | 1:07,685 min         |
|                                | 3     | Frankreich                              | Pierre Trentin                                                   | 1:08,660 min         |
| Einerverfolgung (4000 m)       | 1     | Kolumbien                               | Martín Emilio Rodríguez                                          | 4:53,98 min          |
|                                | 2     | Schweiz                                 | Josef Fuchs                                                      | 5:00,09 min          |
|                                | 3     | Italien                                 | Giacomo Bazzan                                                   | 4:55,63 min          |
| Mannschaftsverfolgung (4000 m) | 1     | Italien                                 | Pietro Algeri Giacomo Bazzan Giorgio Morbiato Luciano Borgognoni | 4:30,73 min          |
|                                | 2     | Deutschland Demokratische Republik 1949 | Thomas Huschke Heinz Richter Herbert Richter Uwe Unterwalder     | 4:37,71 min          |
|                                | 3     | Deutschland Bundesrepublik              | Günter Haritz Udo Hempel Peter Vonhof Jürgen Colombo             | 4:32,69 min          |
| Tandemrennen                   | 1     | Deutschland Demokratische Republik 1949 | Jürgen Geschke/Werner Otto                                       | 10,70 (2), 10,71 (3) |
|                                | 2     | Deutschland Bundesrepublik              | Jürgen Barth/Rainer Müller                                       | 11,13 (1)            |
|                                | 3     | Frankreich                              | Pierre Trentin/Daniel Morelon                                    | 10,80 (2), 10,32 (3) |
| Steherrennen                   | 1     | Deutschland Bundesrepublik              | Horst Gnas/Bruno Walrave                                         |                      |
|                                | 2     | Deutschland Bundesrepublik              | Rainer Podlesch/Norbert Koch                                     |                      |
|                                | 3     | Niederlande                             | Albertus Boom/Joop Stakenburg                                    |                      |

## Medaillenspiegel
|   | Nation                          |   |   |   | Gesamt |
| - | ------------------------------- | - | - | - | ------ |
| 1 | Belgien                         | 4 | 2 |   | 6      |
| 1 | Sowjetunion                     | 4 | 2 |   | 6      |
| 3 | Frankreich                      | 2 | 1 | 3 | 6      |
| 4 | Niederlande                     | 1 | 3 | 2 | 6      |
| 5 | Italien                         | 1 | 2 | 3 | 6      |
| 6 | BR Deutschland                  | 1 | 2 | 1 | 4      |
| 7 | Deutsche Demokratische Republik | 1 | 1 |   | 2      |
| 8 | Kolumbien                       | 1 |   |   | 1      |
| 9 | Dänemark                        |   | 1 |   | 1      |
| 9 | Schweiz                         |   | 1 |   | 1      |